# 政府間主義
政府間主義（せいふかんしゅぎ、英 : Intergovernmentalism）とは国際法や政治学において、国際組織内における政府協力を原理とする考え方である。
政府間主義が採られている代表例としては、国際連合などが挙げられる。政府間主義では決定権が当事国に残され、採択には満場一致を要するため、政府間主義が採られている組織では事実上、各国に拒否権が与えられていることになる。
国際法における考え方において政府間主義は、各国は共同で決定を行うが、その一方で主権は尊重されるということを意味する。政府間主義における協力として現代の国際機関で典型的なものには国際連合や欧州安全保障協力機構がある。

## 対義語
政府間主義の対義語となるのは超国家主義で、超国家主義の実例には欧州共同体がある。国際法上、欧州共同体には超国家的な決定権が与えられており、すべての加盟国は欧州共同体の機関に拘束されている。
政府間主義の対義語である超国家主義の原理とは、ある国際機関において国家はその組織の目的にかなうために主権を移譲することとされ、欧州連合で言えば欧州委員会に権限を渡すことになる。そのため第1の柱である欧州共同体に関する政策はもっぱら欧州委員会が執行し、欧州委員会では政策分野ごとに担当する委員が職務にあたっている。